# Nättidningen Svensk Historia
Nättidningen Svensk Historia är en webbaserad nyhetstidning om svensk historia. Tidningen startades i maj 2000 av Peter Kristensson. Sedan 2002 har tidningen varje år anordnat omröstningen Årets bok om svensk historia, där läsarna får rösta. 2004 tilldelades tidningen Kunskapspriset i kategorin näringsliv.